# Kispirit
Kispirit est un village et une commune du comitat de Veszprém en Hongrie.